# Grand Prix-wegrace van België 1970
De Grand Prix-wegrace van België 1970 was de zesde race van het wereldkampioenschap wegrace-seizoen 1970. De race werd verreden op 5 juli 1970 op het Circuit de Spa-Francorchamps nabij Malmedy, (Liège). Het was de 200e WK-race sinds de eerste races in juni 1949 op het eiland Man. In België werd Giacomo Agostini in de 500cc-klasse onbereikbaar voor de concurrenten en stelde hij de wereldtitel zeker.

## 500cc-klasse
De natte baan in Spa-Francorchamps was waarschijnlijk in het voordeel van de Fransman Christian Ravel. Hij wist met zijn Kawasaki H 1 500 Mach III de hele race de tweede plaats te houden, uiteraard achter Giacomo Agostini (MV Agusta), die alle voorgaande GP's gewonnen had. Ravel moest zelfs een onvoorziene pitstop maken om te tanken, maar hij had zo'n grote voorsprong op de rest van het veld dat het hem geen positie kostte. Er waren veel valpartijen, waaronder die van Karl Auer (Matchless), die desondanks zijn derde plaats wist vast te houden. Door de val was Tommy Robb (Seeley) wel zo dichtbij gekomen dat hij vlak voor de finish Auer wist in te halen. Agostini had zijn zesde 500cc-overwinning behaald en was nu onbereikbaar geworden in de stand om de wereldtitel.

### Uitslag 500cc-klasse
| Pos | Coureur          | Merk          | Tijd       | Punten |
| --- | ---------------- | ------------- | ---------- | ------ |
| 1   | Giacomo Agostini | MV Agusta     | 1h 01' 31" | 15     |
| 2   | Christian Ravel  | Kawasaki      | +3' 05"    | 12     |
| 3   | Tommy Robb       | Seeley        | +3' 43"    | 10     |
| 4   | Karl Auer        | Matchless     | +3' 43"    | 8      |
| 5   | Lewis Young      | Honda         | +4' 12"    | 6      |
| 6   | Terry Dennehy    | Drixton-Honda | +4' 23"    | 5      |
| 7   | Ernst Hiller     | Kawasaki      | +4' 33"    | 4      |
| 8   | Martti Pesonen   | Yamaha        | +4' 33"    | 3      |
| 9   | Ron Chandler     | Seeley        | +4' 39"    | 2      |
| 10  | Steve Ellis      | Linto         | +2 ronden  | 1      |
| 11  | Godfrey Nash     | Tickle-Norton |            |        |
| 12  | Dave Simmonds    | Kawasaki      |            |        |
| 13  | Eric Offenstadt  | Kawasaki      |            |        |
| 14  | Billy Andersson  | Crescent      |            |        |
| 15  | Serge Jamsin     | Norton        |            |        |
| 16  | Ginger Molloy    | Kawasaki      |            |        |

### Niet gefinished
| Coureur           | Merk      | Oorzaak |
| ----------------- | --------- | ------- |
| Alberto Pagani    | Linto     |         |
| Theo Louwes       | Kawasaki  |         |
| Gyula Marsovszky  | Linto     |         |
| Percy Tait        | Triumph   |         |
| John Dodds        | Linto     |         |
| Billie Nelson     | Paton     |         |
| František Šťastný | Jawa      |         |
| Jack Findlay      | Seeley    |         |
| Bo Granath        | Husqvarna |         |

### Top tien tussenstand 500cc-klasse
| Pos | Coureur           | Merk            | Ptn |                  |
| --- | ----------------- | --------------- | --- | ---------------- |
| 1   | Giacomo Agostini  | MV Agusta       | 90  | (Wereldkampioen) |
| 2   | Angelo Bergamonti | Aermacchi       | 32  |                  |
| 3   | Ginger Molloy     | Kawasaki        | 30  |                  |
| 4   | Tommy Robb        | Seeley          | 21  |                  |
| 5   | Alberto Pagani    | LinTo           | 20  |                  |
| 6   | Peter Williams    | Matchless       | 16  |                  |
| 6   | Jack Findlay      | McIntyre-Seeley | 16  |                  |
| 6   | Alan Barnett      | Seeley          | 16  |                  |
| 9   | Christian Ravel   | Kawasaki        | 15  |                  |
| 10  | Martti Pesonen    | Yamaha          | 13  |                  |

## 250cc-klasse
In de 250cc-race in Spa-Francorchamps was de baan weliswaar nog nat, maar de regen opgehouden. Daardoor werd het een spannende race, waarbij Kel Carruthers en Rodney Gould (beiden Yamaha) tot de laatste ronde om de eerste plaats vochten. Achter hen was het net zo spannend tussen Jarno Saarinen en Börje Jansson. In de laatste ronde begon de Yamaha van Carruthers over te slaan. Hij werd bijna ingehaald door Saarinen en Jansson, maar wist nog net de tweede plaats te houden. Jansson werd derde.

### Uitslag 250cc-klasse
| Pos | Coureur        | Merk    | Tijd      | Punten |
| --- | -------------- | ------- | --------- | ------ |
| 1   | Rodney Gould   | Yamaha  | 39' 21" 4 | 15     |
| 2   | Kel Carruthers | Yamaha  | +15" 3    | 12     |
| 3   | Börje Jansson  | Yamaha  | +17" 4    | 10     |
| 4   | Jarno Saarinen | Yamaha  | +18" 3    | 8      |
| 5   | Kent Andersson | Yamaha  | +35" 5    | 6      |
| 6   | László Szabó   | MZ      | +37" 1    | 5      |
| 7   | Bo Granath     | Yamaha  | +56" 3    | 4      |
| 8   | Chas Mortimer  | Villa   | +1' 35" 5 | 3      |
| 9   | Toni Gruber    | Yamaha  | +2' 32" 5 | 2      |
| 10  | Oronzo Memola  | Yamaha  | +2' 42"   | 1      |
| 11  | Billie Nelson  | Yamaha  | +3' 07" 9 |        |
| 12  | Ginger Molloy  | Bultaco | +3' 31" 1 |        |

### Top tien tussenstand 250cc-klasse
| Pos | Coureur              | Merk   | Ptn |
| --- | -------------------- | ------ | --- |
| 1   | Rodney Gould         | Yamaha | 67  |
| 2   | Kel Carruthers       | Yamaha | 42  |
| 3   | Jarno Saarinen       | Yamaha | 39  |
| 4   | Santiago Herrero (†) | Ossa   | 27  |
| 5   | Chas Mortimer        | Yamaha | 25  |
| 6   | Börje Jansson        | Yamaha | 23  |
| 7   | Kent Andersson       | Yamaha | 18  |
| 8   | László Szabó         | MZ     | 17  |
| 9   | Phil Read            | Yamaha | 12  |
| 9   | Klaus Huber          | Yamaha | 12  |

## 125cc-klasse
In de 125cc-race bleven Dave Simmonds en Dieter Braun korte tijd in de buurt van Ángel Nieto, maar Braun viel uit met een onwillige ontsteking en daarna begon Nieto snel weg te lopen van Simmonds. Het werd een saaie race, waarin Börje Jansson met de watergekoelde eencilinder Maico derde werd.

### Uitslag 125cc-klasse
| Pos | Coureur             | Merk      | Tijd      | Punten |
| --- | ------------------- | --------- | --------- | ------ |
| 1   | Ángel Nieto         | Derbi     | 36' 23"   | 15     |
| 2   | Dave Simmonds       | Kawasaki  | +18" 2    | 12     |
| 3   | Börje Jansson       | Maico     | +50" 3    | 10     |
| 4   | Toni Gruber         | Maico     | +3' 15" 8 | 8      |
| 5   | Jean-Louis Pasquier | Bultaco   | +3' 21"   | 6      |
| 6   | Chas Mortimer       | Villa     |           | 5      |
| 7   | John Dodds          | Aermacchi |           | 4      |
| 8   | Ryszard Mankiewicz  | MZ        |           | 3      |
| 9   | Walter Scheimann    | Villa     |           | 2      |
| 10  | Walter Villa        | Villa     | +5' 26"   | 1      |

### Niet gefinished
| Coureur      | Merk   | Oorzaak    |
| ------------ | ------ | ---------- |
| Dieter Braun | Suzuki | ontsteking |

### Top tien tussenstand 125cc-klasse
| Pos | Coureur         | Merk      | Ptn |
| --- | --------------- | --------- | --- |
| 1   | Dieter Braun    | Suzuki    | 60  |
| 2   | Börje Jansson   | Maico     | 47  |
| 3   | Toni Gruber     | Maico     | 31  |
| 4   | Ángel Nieto     | Derbi     | 27  |
| 5   | Dave Simmonds   | Kawasaki  | 24  |
| 6   | Günter Bartusch | MZ        | 22  |
| 7   | Heinz Kriwanek  | Rotax     | 20  |
| 8   | John Dodds      | Aermacchi | 19  |
| 8   | László Szabó    | MZ        | 19  |
| 10  | Aalt Toersen    | Suzuki    | 14  |

## 50cc-klasse
Het circuit van Spa-Francorchamps was kletsnat tijdens de 50cc-race, maar dat was niet de reden dat Ángel Nieto (Derbi) er geklopt werd. De Jamathi van Aalt Toersen versloeg hem op pure snelheid. Voor zover bekend was de enige wijziging aan de Jamathi het laten vervallen van de thermostaat in het koelsysteem. Jos Schurgers werd met de Van Veen-Kreidler derde. Bij de start was Martin Mijwaart met de Jamathi als snelste weg, maar bij het ingaan van de tweede ronde nam Schurgers de leiding van hem over. Aalt Toersen was zich toen nog aan het herstellen van een slechte start en zat in de achtervolgende groep met Salvador Cañellas (Derbi), Nieto en Jan de Vries. De machine van Mijwaart kwam door het koude weer niet goed op temperatuur en hij viel langzaam terug. In de laatste ronde nam Toersen afstand van Nieto.

### Uitslag 50cc-klasse
| Pos | Coureur           | Merk              | Tijd      | Punten |
| --- | ----------------- | ----------------- | --------- | ------ |
| 1   | Aalt Toersen      | Jamathi           | 23' 21" 3 | 15     |
| 2   | Ángel Nieto       | Derbi             | +6" 7     | 12     |
| 3   | Jos Schurgers     | Van Veen-Kreidler | +27" 1    | 10     |
| 4   | Salvador Cañellas | Derbi             | +32" 6    | 8      |
| 5   | Martin Mijwaart   | Jamathi           | +57" 8    | 6      |
| 6   | Jan de Vries      | Van Veen-Kreidler | +1' 05" 8 | 5      |
| 7   | Rudolf Kunz       | Kreidler          |           | 4      |
| 8   | Cees van Dongen   | Kreidler          |           | 3      |
| 9   | André Millard     | Kreidler          |           | 2      |
| 10  | Franco Ringhini   | Morbidelli        |           | 1      |

### Top tien tussenstand 50cc-klasse
| Pos | Coureur           | Merk              | Ptn |
| --- | ----------------- | ----------------- | --- |
| 1   | Ángel Nieto       | Derbi             | 72  |
| 2   | Aalt Toersen      | Jamathi           | 44  |
| 3   | Rudolf Kunz       | Kreidler          | 39  |
| 4   | Salvador Cañellas | Derbi             | 34  |
| 5   | Jos Schurgers     | Van Veen-Kreidler | 29  |
| 5   | Jan de Vries      | Van Veen-Kreidler | 29  |
| 7   | Martin Mijwaart   | Jamathi           | 18  |
| 8   | Gilberto Parlotti | Tomos             | 15  |
| 9   | Eugenio Lazzarini | Morbidelli        | 9   |
| 10  | Cees van Dongen   | Kreidler          | 7   |

## Zijspanklasse
In Spa-Francorchamps was het nat en vooral in de zijspanklasse zorgde dat voor spektakel. De snelheid van de koplopers ging er echter al snel uit: Klaus Enders/Wolfgang Kalauch (BMW) en Georg Auerbacher/Hermann Hahn (BMW) vielen uit en de Münch-URS van Horst Owesle/Julius Kremer ging steeds langzamer rijden. De strijd erachter was heel spannend, maar Arsenius Butscher/Josef Huber wonnen hun eerste Grand Prix voor Jean-Claude- en Albert Castella en Pip Harris/Ray Lindsay (allemaal op BMW's).

### Uitslag zijspanklasse
| Pos | Coureur               | Bakkenist          | Merk | Tijd      | Punten |
| --- | --------------------- | ------------------ | ---- | --------- | ------ |
| 1   | Arsenius Butscher     | Josef Huber        | BMW  | 35' 49" 6 | 15     |
| 2   | Jean-Claude Castella  | Albert Castella    | BMW  | +10" 9    | 12     |
| 3   | Pip Harris            | Ray Lindsay        | BMW  | +12" 7    | 10     |
| 4   | Graham Milton         | John Thornton      | BMW  | +14" 2    | 8      |
| 5   | Tony Wakefield        | John Flaxman       | BMW  | +23" 1    | 6      |
| 6   | Siegfried Schauzu     | Peter Rutterford   | BMW  | +37" 5    | 5      |
| 7   | Heinz Luthringshauser | Hans-Jürgen Cusnik | BMW  | +1' 27" 8 | 4      |
| 8   | Chris Vincent         | Brian Haddrell     | BSA  | +2' 14" 1 | 3      |
| 9   | Hermann Binding       | Heinrich Kuchler   | BMW  | +2' 22" 6 | 2      |
| 10  | Herman Oosterloo      | Karel Hermans      | BMW  | +5' 09" 7 | 1      |

### Niet gefinished
| Coureur          | Bakkenist        | Merk | Oorzaak |
| ---------------- | ---------------- | ---- | ------- |
| Klaus Enders     | Wolfgang Kalauch | BMW  |         |
| Georg Auerbacher | Hermann Hahn     | BMW  |         |

### Top tien tussenstand zijspanklasse
| Pos | Coureur               | Bakkenist                                      | Merk          | Ptn |
| --- | --------------------- | ---------------------------------------------- | ------------- | --- |
| 1   | Georg Auerbacher      | Hermann Hahn                                   | BMW           | 47  |
| 2   | Siegfried Schauzu     | Horst Schneider en Peter Rutterford            | Apfelbeck-BMW | 37  |
| 3   | Arsenius Butscher     | Josef Huber, Karl Lauterbach en Werner Metzger | BMW           | 35  |
| 4   | Jean-Claude Castella  | Albert Castella                                | BMW           | 31  |
| 5   | Heinz Luthringshauser | Hans-Jürgen Cusnik en Klaas de Geus            | BMW           | 30  |
| 5   | Klaus Enders          | Wolfgang Kalauch                               | BMW           | 30  |
| 7   | Horst Owesle          | Julius Kremer                                  | Münch-URS     | 18  |
| 8   | Tony Wakefield        | John Flaxman                                   | BMW           | 16  |
| 9   | Richard Wegener       | Adi Heinrichs                                  | BMW           | 15  |
| 10  | Graham Milton         | John Thornton                                  | BMW           | 12  |

1921 · 1922 · 1923 · 1924 · 1925 · 1926 · 1927 · 1928 · 1929 · 1930 · 1931 · 1932 · 1933 · 1934 · 1935 · 1936 · 1937 · 1938 · 1939 · 1947 · 1948 · 1949 · 1950 · 1951 · 1952 · 1953 · 1954 · 1955 · 1956 · 1957 · 1958 · 1959 · 1960 · 1961 · 1962 · 1963 · 1964 · 1965 · 1966 · 1967 · 1968 · 1969 · 1970 · 1971 · 1972 · 1973 · 1974 · 1975 · 1976 · 1977 · 1978 · 1979 · 1980 · 1981 · 1982 · 1983 · 1984 · 1985 · 1986 · 1988 · 1989 · 1990